# Bernd Nickel
Bernd Nickel (Siegbach, 15 marzo 1949 – Siegbach, 27 ottobre 2021) è stato un calciatore tedesco occidentale, di ruolo centrocampista.

## Carriera

### Club
Giocò per quasi tutta la carriera nell'Eintracht, con cui vinse tre Coppe di Germania (1974, 1975, 1981) ed una Coppa Uefa (1980). Con la Nazionale prese parte alle Olimpiadi del 1972.

## Palmarès

### Club

#### Competizioni nazionali
- Coppa di Germania: 3

Eintracht Francoforte: 1973-1974, 1974-1975, 1980-1981

#### Competizioni internazionali
- Coppa UEFA: 1

Eintracht Francoforte: 1979-1980